# Кызыл-Чарба (Таласская область)
Кызыл-Чарба — село в Бакай-Атинском районе Таласской области Кыргызстана. Входит в состав Ак-Дёбёнского аильного округа. Код СОАТЕ — 41707 220 840 03 0  .

## Население
По данным переписи 2009 года, в селе проживало 517 человек.